# La Bayamesa
La Bayamesa es el himno nacional de la República de Cuba. Su melodía y su letra las compuso Pedro Figueredo (Perucho) y el arreglo para instrumentos lo hizo el maestro Antonio Luna.

## Historia
La Bayamesa es un himno de combate, surgido en el fragor de la lucha subversiva contra el poder de la metrópoli. Llama a defender la Patria en el combate y ofrendar la propia vida en busca de la ansiada libertad.
El Himno de Bayamo es el símbolo de la nación cubana, compuesto por Pedro Figueredo en agosto de 1867. Se le llamó originalmente La Bayamesa, por haber sido compuesto y tocado por primera vez en Bayamo y como referencia a la ya conocida marcha La Marsellesa de la Revolución francesa.
El jueves 11 de junio de 1868, en la Iglesia Mayor de Bayamo, durante un solemne Te Deum con motivo de las festividades del Corpus Christi y ante la presencia de altas personalidades del gobierno colonial español y de un gran número de fieles de la localidad, se oyeron por primera vez en forma pública las notas de este himno.
El 10 de octubre de 1868, comenzó con el Grito de Yara, la Guerra de los Diez Años. El día 18 de octubre, se inició la toma de Bayamo y a las 11 de la noche del día 20, se firmó la capitulación de las fuerzas españolas. En honor a este día, el 20 de octubre, se celebra en Cuba el día de la Cultura Nacional. Con la toma de Bayamo se popularizó este himno y a partir de entonces el pueblo cubano lo tomó como su llamado a la lucha en busca de la libertad de la patria.

## Letra

### Himno Nacional de Cuba
De acuerdo con el artículo 50 de la Ley n.º 128 de 2019, la letra oficial es la siguiente:
Al combate corred, bayameses,

que la patria os contempla orgullosa.

No temáis una muerte gloriosa,

que morir por la patria es vivir.

En cadenas vivir es vivir

en afrenta y oprobio sumido.

Del clarín escuchad el sonido.

¡A las armas, valientes, corred! 

### Estrofas eliminadas
Originalmente el himno contaba con seis estrofas. Las últimas cuatro estrofas fueron excluidas en 1902. En primer lugar, porque hería el orgullo de los españoles. Además, no era bien visto que en la letra del himno de una nación no se respetara a otra. Otro aspecto importante es que era demasiado largo comparado con la mayoría de los himnos.
Las cuatro estrofas, que seguían a las anteriores, eran:
No temáis; los feroces íberos

son cobardes cual todo tirano

no resisten al bravo cubano;

para siempre su imperio cayó

¡Cuba libre! Ya España murió,

su poder y su orgullo ¿do es ido?

¡Del clarín escuchad el sonido

¡¡a las armas!!, valientes, corred!

Contemplad nuestras huestes triunfantes

contempladlos a ellos caídos,

por cobardes huyeron vencidos:

por valientes, sabemos triunfar!

¡Cuba libre! podemos gritar

del cañón al terrible estampido.

¡Del clarín escuchad el sonido,

¡¡a las armas!!, valientes, corred!

## Música
A pesar de que Perucho Figueredo compuso una música para el himno, esta fue modificándose con el tiempo, al no contar muchas veces con la referencia de la partitura original.
Esto originó que se creasen distintas armonizaciones, las cuales diferían en mayor o menor medida del original. En 1983, el investigador y musicólogo Odilio Urfé presentó una ponencia a la Asamblea Nacional del Poder Popular en la que propuso la versión actual (y definitiva) del himno.